# Manfred Steinbach

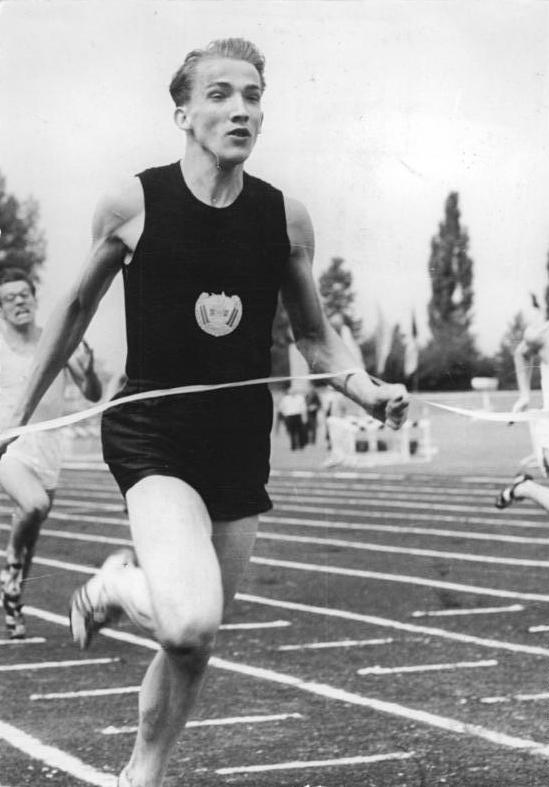
Manfred Steinbach als Vorlaufsieger im 100-Meter-Lauf bei den DDR-Meisterschaften 1956.

Manfred Steinbach (* 18. August 1933 in Sprottau) ist ein ehemaliger deutscher Leichtathlet, der in den 1950er und 1960er Jahren ein erfolgreicher Weitspringer war, und Sportfunktionär, Ministerialbeamter sowie Professor für Sportmedizin und Facharzt für Neurologie/Psychiatrie.

## Leben
Manfred Steinbach wuchs in Quedlinburg/Harz (Sachsen-Anhalt) auf. Bei einem Schulsportfest wurde 1951 sein Sprint- und Sprungtalent entdeckt, und er betrieb von da an die Leichtathletik. 1952 begann er in Halle ein Medizinstudium und startete für den SC Wissenschaft Halle. 1953 wurde er in die DDR-Nationalmannschaft aufgenommen. 1956 wurde er DDR-Meister im 100- und im 200-Meter-Lauf. Am 19. August 1956 egalisierte er in Budapest den bestehenden DDR-Rekord und im Herbst desselben Jahres lief er in einer gesamtdeutschen Auswahl einen Staffeleuroparekord (4-mal 100 Meter: 40,0 s, Lothar Knörzer, Manfred Steinbach, Leonhard Pohl, Manfred Germar). Bei den Olympischen Spielen 1956 in Melbourne schied er im Vorlauf des 100-Meter-Einzelwettbewerbs aus.
Nachdem seine Eltern 1953 die DDR verlassen hatten, flüchtete Manfred Steinbach am 20. April 1958 zunächst nach West-Berlin und startete später für den VfL Wolfsburg (ab 1961 für den USC Mainz). Am 20. August 1958 war er an einem Weltrekord im 4-mal-100-Meter-Lauf beteiligt: Die Nationalauswahl der Bundesrepublik (Manfred Steinbach, Martin Lauer, Heinz Fütterer und Manfred Germar) lief eine Zeit von 39,5 s und egalisierte damit den bestehenden Weltrekord der USA-Olympiastaffel vom 1. Dezember 1956.
Bei den bundesdeutschen Meisterschaften 1960 übertraf Steinbach in Berlin im Weitsprung mit 8,14 m als erster Sportler um einen Zentimeter die Weltrekordweite von Jesse Owens aus dem Jahr 1935. Wegen zu starken Rückenwinds konnte der Rekord aber nicht anerkannt werden. Am 2. September 1960 übertraf er bei den Olympischen Spielen 1960 in Rom als erster Deutscher regulär die Acht-Meter-Marke. Mit seiner Weite von 8,00 m erreichte er Platz vier des Wettkampfes (Serie: 7,81 – ungültig – 7,76 – ungültig – ungültig – 8,00 m). 1960, 1961 und 1962 wurde er im Weitsprung Deutscher Meister der Bundesrepublik. Er hatte ein Wettkampfgewicht von 73 kg bei einer Größe von 1,81 m.

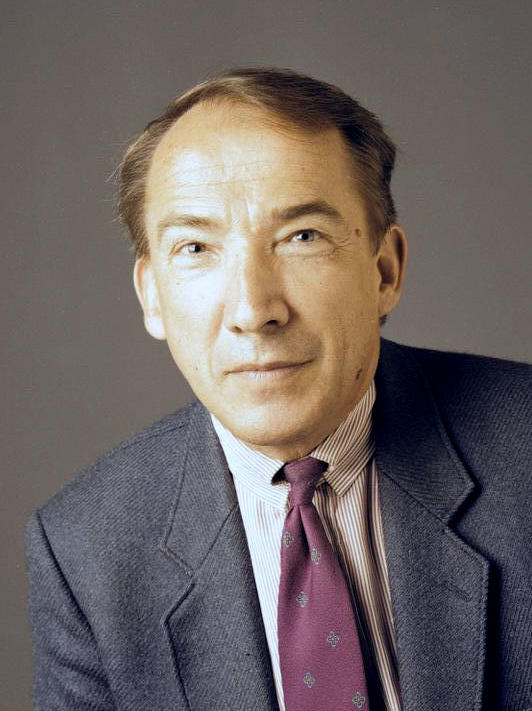
Manfred Steinbach (1990)

1959 schloss Steinbach in Göttingen sein Medizinstudium ab. 1961 habilitierte er in Mainz und wurde später dort Professor für Sportmedizin. 1967 beendete er seine Sportlerlaufbahn und betreute bei der Universiade in Tokio als Arzt die deutsche Mannschaft. Von 1973 bis 1993 gehörte er dem Präsidium des Deutschen Leichtathletik-Verbandes (DLV) an. Steinbach leitete von 1965 bis 1970 das Sportmedizinische Institut der Universität Mainz. 1970 ging Steinbach nach Wiesbaden und war dort bis Ende 1977 als Ministerialdirigent im hessischen Sozialministerium tätig. 1977 bis zum 6. Oktober 1993 war er im Bundesgesundheitsministerium als Abteilungsleiter im Amt eines Ministerialdirektors tätig. Er leitete dort die Abteilung für Humanmedizin, Arzneimittel und Apothekenwesen. Nach einer 1993 bekanntgewordenen Affäre um HIV-verseuchte Blutkonserven wurde er vom damaligen Gesundheitsminister Horst Seehofer vorzeitig in den Ruhestand versetzt und gab die Position im DLV auf. Danach wurde er ärztlicher Direktor der Johannesbad-Gruppe des Bad Füssinger Bäder-Unternehmers Johannes Zwick. Von 1999 bis 2008 war er Präsident des Deutschen Heilbäderverbandes (DHV) und wurde anschließend dessen Ehrenpräsident. Seither ist er emeritierter Professor für Sportmedizin und Erste Hilfe an der TU Darmstadt.